# Dionysia microphylla
Dionysia microphylla är en viveväxtart som beskrevs av Per Wendelbo. Dionysia microphylla ingår i dionysosvivesläktet som ingår i familjen viveväxter. Inga underarter finns listade i Catalogue of Life.

## Bilder

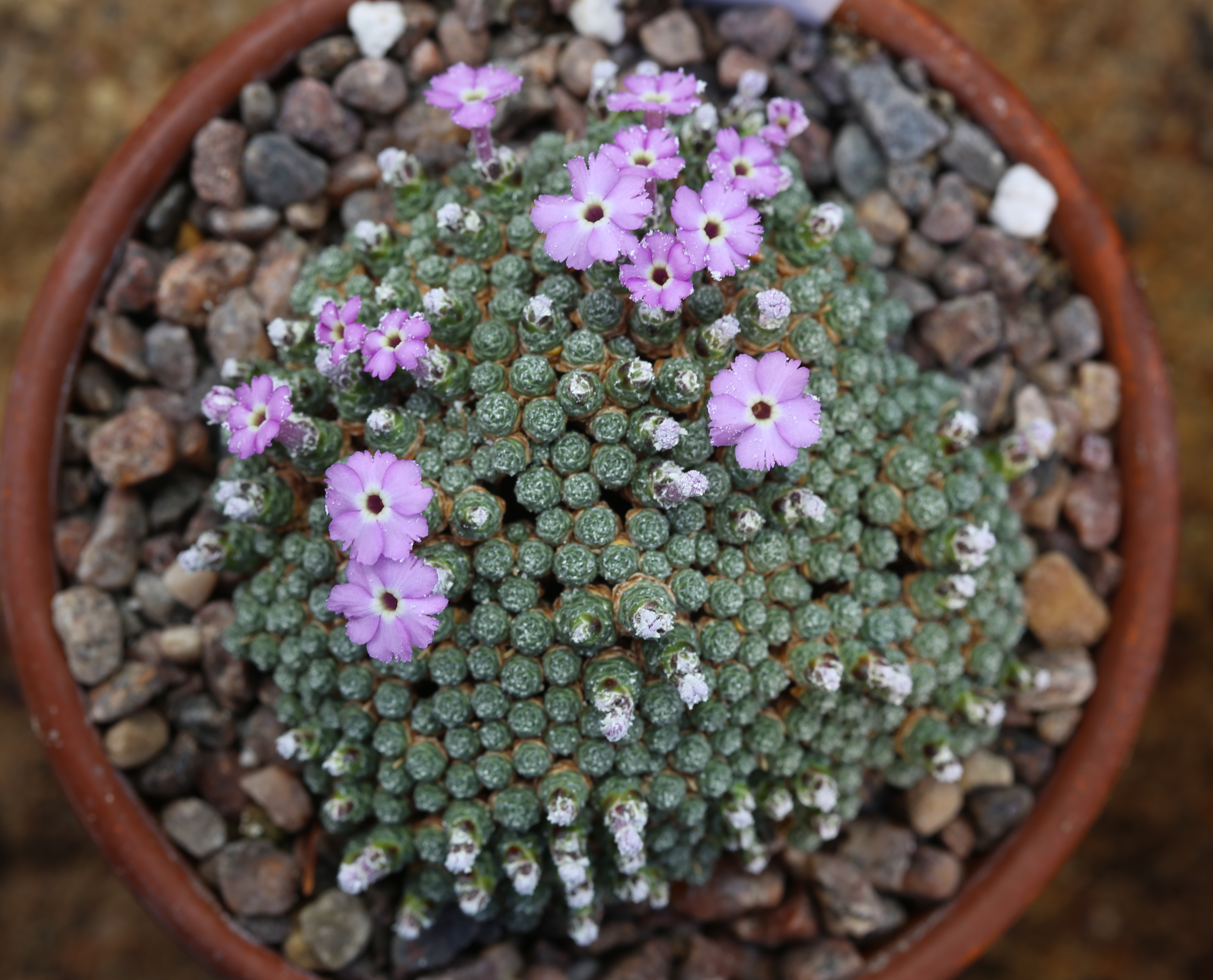